# Ciega, Sordomuda
«Ciega, Sordomuda» (укр. «Сліпа, глухоніма») — перший сингл колумбійської співачки Шакіри з альбому «¿Dónde están los ladrones?», випущений у 1998 році лейблом Sony Latin.
Пісня досягла першої позиції в чарті Billboard Hot Latin Tracks, де протрималася три тижні в 1998 році. Також композиція досягла вершини румунського Top 100 у 1999 році. «Ciega, Sordomuda» стала однієї з найуспішніших пісень 1990-х. Вона залишається однією з найвідоміших пісень Шакіри, і була виконана декілька разів після виходу, зокрема в турі The Sun Comes Out World Tour.

## Відеокліп
Шакіру та інших людей з вулиці забирають поліцейські та відвозять у відділок. Один полісмен виводить її, і вони разом тікають, Шакіра веде машину з зав'язаними очима. Показано людей із зав'язаними очима, що ходять по місту. Поліціянти розклеюють оголошення про пошуки Шакіри, а вона заховалась у магазині перук. У кінці вони знаходять дискотеку, де танцює Шакіра, але вона звідти тікає зі своїм рятівником.

## Чарти
| Чарт (1996)                    | Найвища позиція |
| ------------------------------ | --------------- |
| Romanian Top 100               | 1               |
| US Latin Songs (Billboard)     | 8               |
| US Latin Pop Songs (Billboard) | 1               |